# شو کاگامی
شو کاگامی (انگلیسی: Sho Kagami؛ زادهٔ ۲۲ آوریل ۱۹۹۴) بازیکن فوتبال اهل ژاپن است.
از باشگاه‌هایی که در آن بازی کرده‌است می‌توان به باشگاه فوتبال شیمیزو اس-پالس اشاره کرد.